# 陳雅雯
陳雅雯（英語：Carman Chan Nga Man，2000年11月11日—），香港女演員，現為邵氏兄弟合約女藝員之一。

## 簡歷
陳雅雯於2021年底參選第55屆工展小姐選舉，2022年先後參加ViuTV真人騷《尾二一屆口罩小姐選舉》以及香港開電視真人騷《Summer Girls 2022》。2024參演電影手機見鬼，飾演 kiki。

## 外部連結
- 陳雅雯的Instagram帳戶